# 99 (dokumentarni film)
99 je bosanskohercegovački kratki dokumentarni film. Snimljen je 2017. i 2018. u produkciji medijske kuće Kameleon. Autori su Vedran Jahić i Vedran Mitrić. Televizijska premijera je bila na RTVTK. Film je snimljen povodom 99 godina osnutka i postojanja nogometnog kluba Slobode iz Tuzle. Sudionici filma su bivši nogometaši Nihad Mujezinović, Dževad Šećerbegović, Gradimir Crnogorac i Rizah Mešković, športski radnici Vojo Milošević, Anto Raos i Bahrija Tanović, zatim poznata dvojica navijača te Miroslav Petrović, poznati tuzlanski športski novinar.

## Vanjske poveznice
- SLOBODA '99' - dokumentarni film o jednom od najstarijih sportskih kolektiva u BiH - YouTube